# Norra Mellby landskommun
Norra Mellby landskommun var en tidigare kommun i dåvarande Kristianstads län.

## Administrativ historik
Kommunen bildades i Mellby socken i Västra Göinge härad i Skåne när 1862 års kommunalförordningar trädde i kraft. Namnet var före 17 april 1885 Mellby landskommun.
I kommunen inrättades 17 februari 1893 Sösdala municipalsamhälle. 
Vid kommunreformen 1952 uppgick kommunen med municipalsamhälle i Sösdala landskommun som 1974 uppgick i Hässleholms kommun.

## Politik

### Mandatfördelning i Norra Mellby landskommun 1938-1946
| 1 | 6 | 17 |

| 24 |

| 1 | 6 | 17 |

| 24 |

| 1 | 8 | 15 |

| 24 |